# Исраэль Саруг
Исраэль Саруг, или Израиль Сарук (ивр. ישראל סרוג‎), — сефардский религиозный философ и каббалист; ученик рабби Ицхака Лурии. Преподавал свою версию лурианской каббалы в Италии в 1592—1599 годах.

## Деятельность
Ещё при жизни учителя Ицхака Лурии (Ари) отношения между Саругом и другим учеником — Хаимом Виталом — носили натянутый характер: системы Саруга и Витала, построенные на основании устных лекций Ари, отличались между собою как по содержанию, так и методу. Система Саруга была сильно пропитана элементами еврейской религиозной философии, приближаясь более к учению средневековых каббалистов, и выгодно отличалась методологическими приёмами; а системе Витала были чужды элементы философии, она была построена не столько на основах средневековой каббалы, сколько на собственных выводах и толкованиях каббалистических проповедей Ари, притом без методической обработки.
После смерти учителя Саруг всецело посвятил себя пропаганде своего учения, объездил Италию, Германию и Голландию, всюду побуждая талмудистов и мыслителей отдаваться изучению каббалы.

### Ученики
Из учеников Саруга наиболее известны итальянские рабби Менахем Азария из Фано и Аарон Берехья из Модены, в Голландии — Авраам Эррера. В новейшее время система Саруга возродилась в учении известного цадика раввина Израиля из Козеница.

## Каббала Саруга
Каббала Саруга имеет дело с мирами выше Адама Кадмона и их облачениями (мальбуш). Версия Саруга мифологичной каббалы Лурии была с примесью спекулятивной каббалы Кордоверо. Саруг предложил неоплатоническое прочтение каббалы Лурии в своём учении о древе эманации (илан ацилут). Он считал, что если каббалист понимает ацилут, то он понимает всю природу, поэтому может сделать голем. Если он знает тайны реальности, то может управлять природой.